# Dar es-Salaam

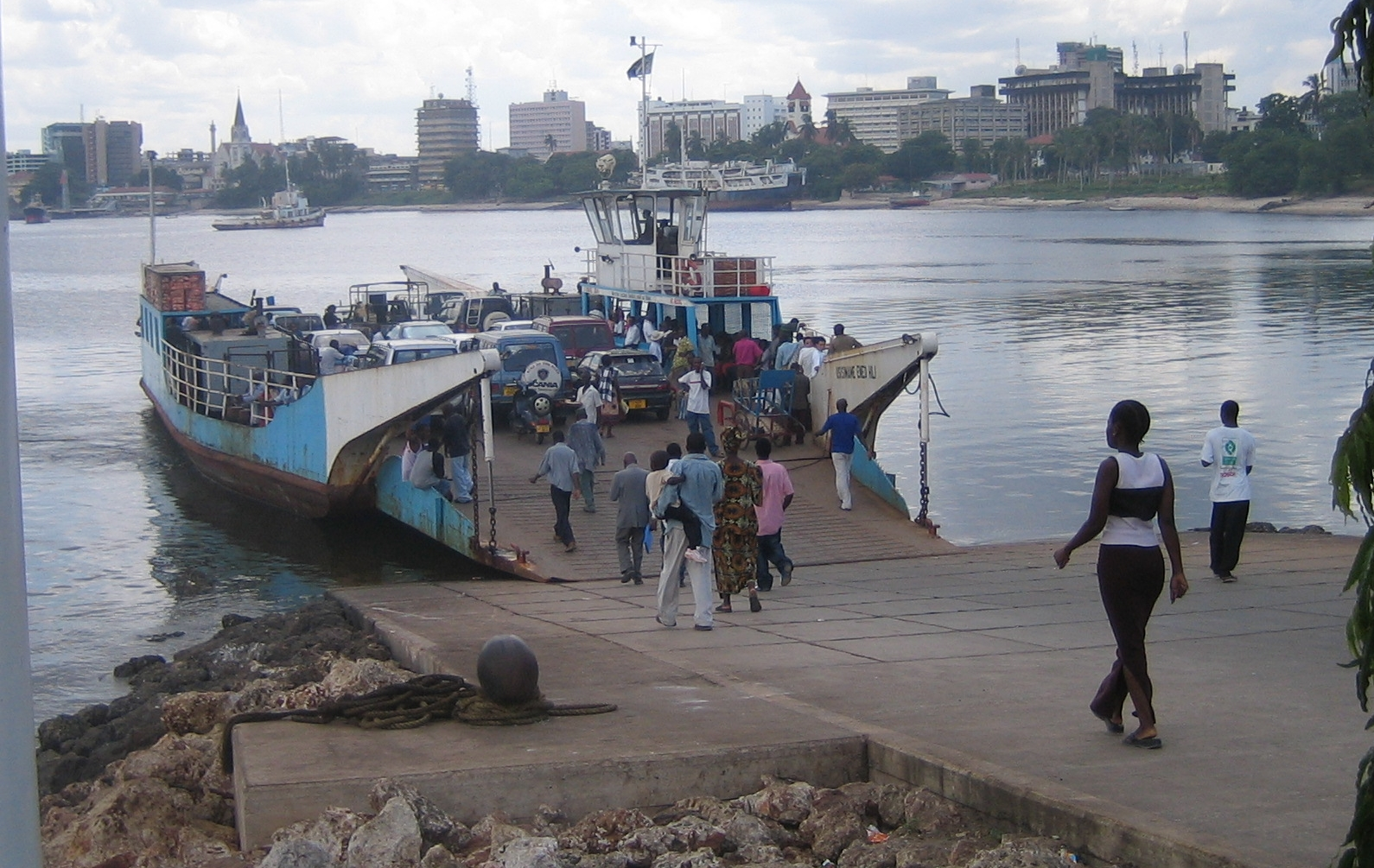
Dar es-Salaams hamn.

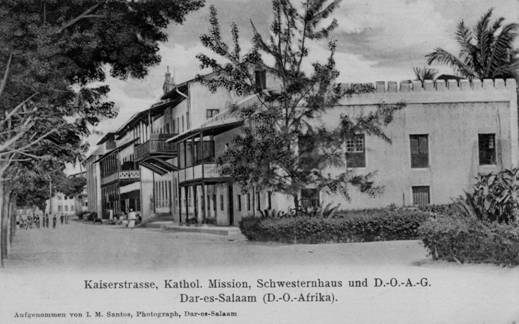
Dar es-Salaam år 1905 under tysk kontroll.

Dar es-Salaam, vardagligt även kallad Dar, är Tanzanias största stad och ekonomiska centrum. Landets officiella huvudstad är Dodoma, men Dar es-Salaam fungerar till stor del som Tanzanias de facto-huvudstad och mycket av landets administration finns fortfarande i staden. Staden är belägen i den östra delen av landet, vid kusten mot Indiska oceanen, och har landets största hamn. Staden har en beräknad folkmängd på 3 040 118 invånare 2009 på en yta av 1 631 km². Namnet Dar es-Salaam betyder "fridens boning" på arabiska.

## Stadsbild
Dar es-Salaam har mestadels låg bebyggelse. Järnvägsstationen är en av få byggnader som är kvar från tiden som tysk koloni under Tyska Östafrika. Bland sevärdheterna finns Klocktornet som är en klockstapel som restes för att fira Dar es-Salaams stadsvärdighet 1961. En annan sevärdhet i staden är Frihetsfacklan som är en staty som hyllar självständigheten (Tanganyika den 9 december 1961). I staden finns ett Nationalmuseum som bland annat har en avdelning för kolonialhistorien. Kariakoo-marknaden präglas av myllrande gatuhandel.

## Historia
Dar es-Salaam grundades av sultanen i Zanzibar 1862. På den här tiden var den endast en liten fiskeby, men började sedan bli mer befolkat när man här började odla maniok. Det äldsta kända namnet på staden är Mzizima. År 1866 döptes staden om av sultanen Seyyid Majid av Zanzibar till Dar es-Salaam (arabiska: دار السلام, Dar as-Salam/Dar al-Salam, "Fridens hus"). Dar es-Salaam förföll efter Seyyid Majids död 1870, men levde upp igen 1887 när Tyska Östafrikanska Kompaniet etablerade en handelsstation i staden. Dess roll växte då staden blev det administrativa och kommersiella centret för Tyska Östafrika.
Staden var centrum för Maji maji-upproret mot kolonialisterna, som dock slogs ner.
Betydelsen ökade 1900 när järnväg började byggas från staden inåt landet. När Tyska Östafrika erövrades av britterna under första världskriget kvarstod Dar es-Salaam som regionens administrativa och kommersiella center.
Efter andra världskriget har Dar es-Salaam upplevt en period av snabb tillväxt, från cirka 69 000 invånare 1948 till dagens 3 miljoner. Efter självständigheten i december 1961 kvarstod staden som landets huvudstad. 1973 fattade man ett beslut att flytta huvudstaden till Dodoma (en stad i landets inre), ett beslut som officiellt genomfördes 1996. Fortfarande kvarstår dock Dar es-Salaam som landets viktigaste stad. 1998 drabbades USA:s ambassad i Dar es-Salaam av bombattentat som följdes av ett i Nairobi Kenya. Bägge utfördes av al-Qaida.

## Regionen Dar es-Salaam
Dar es-Salaam är en av landets 26 administrativa regioner. Regionen var fram till 2016 indelad i tre distrikt, wilaya, som vidare är indelade i 73 mindre administrativa enheter av en typ som kallas shehia. Av dessa är 53 klassificerade som urbana enheter, 9 som blandade urbana och landsbygdsenheter, och resterande 11 som rena landsbygdsenheter. 2016 inrättades de fjärde och femte stadsdistrikten – Ubungo och Kigamboni.
Regionen har kust mot Indiska oceanen och omges i övrigt helt av regionen Pwani.

### Distrikt (wilaya) i Dar es-Salaam
- Ilala
- Kinondoni
- Temeke
- Ubungo
- Kigamboni

### Demografi
År 2002 levde 2 194 298 invånare i regionens urbana kärnområde, på en yta av 333 km². Detta motsvarade cirka 88 procent av regionens totala befolkning på ungefär 20 procent av dess yta. Regionens övriga urbana områden, utanför centrala Dar es-Salaam, hade totalt 146 612 invånare. Landsbygdsbefolkningen i regionen uppgick till 147 378 invånare och var till största delen koncentrerad till det södra distriktet Temeke. Vissa delar av staden uppvisar en mycket hög befolkningstäthet, med några shehia med över 20 000 invånare/km². De tätast befolkade är Tandale med (år 2002) 42 314 invånare/km², Manzese 38 914 inv./km² och Makurumla 37 200 inv./km².

## Transport
Hamnen i Dar es-Salaam är den största i landet, och efter hamnen i Mombasa den viktigaste i Östafrika. Från hamnen utgår Tazara-järnvägen till Zambia.
Julius Nyerere International Airport ligger nära stadens centrum och har flyg till Afrika, Europa och Mellanöstern.